# Ефтим Темков
Ефтим Темков (Темко) Манев е български революционер, деец на Вътрешната македоно-одринска революционна организация.

## Биография
Ефтим Темков е роден през 1875 година в Кавадарци, тогава в Османската империя. Учи в българската мъжка гимназия в Солун, след което преподава в Кавадарци. Присъединява се към ВМОРО и става член на Тиквешкия околийски комитет на ВМОРО. При разкритията на Солунската афера е арестуван и затворен в Беяз куле. Скоро след това е оправдан и е освободен. От юли 1906 година е ръководител на околийския комитет в Тиквеш и като такъв участва в Тиквешкото въстание против сръбската власт. Умира по-късно в София.